# Crédit Lyonnais
Crédit Lyonnais (desde 2005 LCL) fue banco histórico francés. A principios de la década de 1990 era el mayor banco francés, mayoritariamente propiedad del Estado. En ese periodo, Crédit Lyonnais se destacó por una mala gestión que casi lo llevó a la bancarrota en 1993. Finalmente fue adquirido por otro banco francés, Crédit Agricole, en 2003. 

## Historia
Fue fundado en Lyon por Henri Germain. Crédit Lyonnais era el mayor banco del mundo en 1900. Fue nacionalizado en 1945, como la mayor parte del sector bancario en Francia después de la II Guerra Mundial.
Con un nuevo liderazgo el banco siguió una frenética expansión empezando en 1988, y fue sujeto a numerosos escándalos, contribuyendo a ello una enorme deuda de 150.000 millones de francos (cerca de 23.000 millones de euros). Crédit Lyonnais se convirtió en el principal prestamista de los estudios de Hollywood durante la década de 1980. 
El banco fue rescatado del desastre por la intervención del gobierno francés y el traslado de sus activos a una nueva compañía, Consortium de Réalisation (CDR). Este rescate fue aprobado por la Comisión Europea con severas imposiciones, especialmente en sus actividades internacionales, que llevaron al banco a desprenderse de muchas de sus filiales.
El 5 de mayo de 1996 un incendio destruyó gran parte de la sede central de Credit Lyonnais, en uno de los peores incendios de los últimos 25 años que se prolongó durante 12 horas, destruyendo dos terceras partes del edificio, y archivos y datos cruciales para la entidad.
Crédit Lyonnais fue totalmente privatizado en 1999 y finalmente fue adquirido por Crédit Agricole, otro banco francés. El banco fue reorganizado: 
- El negocio de banca de inversión fue fusionado con Crédit Agricole Indosuez; la nueva entidad recibe el nombre de Calyon.
- La red de banca minorista en Francia permanece separada. En 2005 fue renombrada LCL para evitar referencias negativas por su importunada historia. Su estructura es independiente dentro de Crédit Agricole.

## Patrocinio
Crédit Lyonnais es conocido por el patrocinio del Tour de Francia, y su emblema ha sido incorporado durante largos años al maillot amarillo del líder de la carrera.